# Auguste Péquégnot

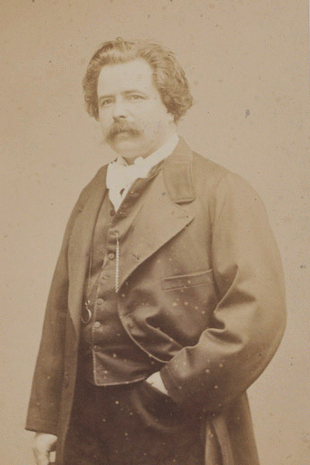
Auguste Péquégnot, um 1870

Auguste Péquégnot (* 5. Oktober 1819 in Versailles; † 17. Dezember 1878 in Paris) war ein französischer Maler, Künstler und Steinhauer. Seine Arbeiten befassten sich vor allem mit Dekorationen, Ornamenten und Vasen der Periode der Renaissance bis zur Epoche von Louis XVI, sowie Putten und Möbel der Epochen Louis XVI bis Louis XVIII. Arbeiten Péquégnots befinden sich im Metropolitan Museum of Art in New York, im British Museum in London und im Musée d’Orsay in Paris.

## Familie
Péquégnot wurde am 5. Oktober 1819 in Versailles, Yvelines als Sohn des Jean Baptiste Péquegnot und der Émilie Désirée Demarquay geboren. Sein Vater war Lehrbeauftragter an der Militärschule Saint-Cyr, einer höheren Offiziersschule. Im Jahre 1856 heiratete Auguste Péquégnot Louise Clémentine Houssard (1821–1905). Unter den Hochzeitsgästen befanden sich unter anderem der Bildhauer Albert-Ernest Carrier-Belleuse und Augustin Challamel, ein bekannter französischer Historiker. 

## Leben
Péquégnot  absolvierte erste Kunststudien unter Eugène Cicéri und stellte in dessen Werkstatt ab 1849 seine Werke auch aus. Später unterrichtete er Zeichnen an einer Industrieschule auf der Avenue Trudaine im 9. Arrondissement.
Er starb im Alter von 59 Jahren in seiner Wohnung im 18. Arrondissement von Paris. Er wurde auf dem Friedhof Montmartre beigesetzt.

## Werke
- Vieilles Décorations depuis l’époque de la Renaissance jusqu’à Louis XVI
- Ornements, Vases et Décorations d’après les maîtres (1856)
- Mobilier du XVIe au XVIIIe siècle, d’après les originaux (1878)
- Leçons de perspective (1872)

| Personendaten    | Personendaten                                |
| ---------------- | -------------------------------------------- |
| NAME             | Péquégnot, Auguste                           |
| KURZBESCHREIBUNG | französischer Maler, Künstler und Steinhauer |
| GEBURTSDATUM     | 5. Oktober 1819                              |
| GEBURTSORT       | Versailles                                   |
| STERBEDATUM      | 17. Dezember 1878                            |
| STERBEORT        | Paris                                        |